# Chrystus przed Piłatem (obraz Jacopa Tintoretta)
Chrystus przed Piłatem (wł. Cristo davanti a Pilato) – obraz włoskiego malarza Jacopa Tintoretta.

Jeden z obrazów znajdujący się w Scuola Grande di San Rocco w sali dell’Albergo w Wenecji. Tintoretto po otrzymaniu zlecenia na udekorowanie siedziby bractwa i po malowaniu na suficie wizerunek patrona scuoli na obrazie Św. Roch zabrał się na przedstawienie na ścianach sceny męczeństwa Chrystusa. W odróżnieniu od dynamicznych obrazów pt. Ukrzyżowanie czy Dźwiganie krzyża, Chrystus przed Piłatem wyróżnia się stateczną, mniej dynamiczną sceną. Kompozycja obrazu opiera się na kontraście. Pośrodku, w białej szacie, stoi spokojny, pogodzony z przeznaczeniem Jezus. Na nim koncentruje się całe światło obrazu a jego szata prawie świeci odbitym blaskiem. Wokół niego skupiony jest rozgorączkowany tłum. Piłat zgodnie z Ewangelią Mateusza, umywa ręce przed wydaniem wyroku. 

Piłat widząc, ze nic nie osiąga, a wzburzenie raczej wzrasta, wziął wodę i umył ręce wobec tłumu, mówiąc „Nie jestem winny krwi tego Sprawiedliwego. To wasza rzecz”

U dołu obrazu znajduje się skryba, który notuje każde wypowiedziane słowo. Ma to zaznaczać, iż wszystko co jest związane z Męką Pańską jest prawdą i było odnotowane. Scena rozgrywa się na tle architektury klasycznej skąpanej częściowo w świetle, wzorowanej na traktacie Serlia.